# Ricardo Zamora
Ricard Zamora Martínez - castelhanizado Ricardo (Barcelona, 21 de janeiro de 1901 - 8 de setembro de 1978) - foi um futebolista Espanhol que atuava como goleiro, tido por muitos como um dos melhores de todos os tempos na posição. 
Sua roupa escura (por vezes substituída por uma camisa pólo branca) e o boné reto marcariam época no futebol espanhol, embora bem mais marcante fosse a sua habilidade. 

## Carreira

### Na Catalunha
Estreou no Real Español (nome à época do atual Espanyol), em 1916. Em 1919, foi para o Barcelona, onde jogaria três anos. Em 1922, voltou ao Español, clube cuja posição política era mais alinhada com a sua: "primeiramente e antes de tudo, eu sou espanhol", em época em que o Barça era dominado por atletas de origem britânica e que o forte nacionalismo catalão ainda era relativamente mais ameno, em anos pré-franquistas (antes do General Franco assumir o poder e pregar a opressão oficial às culturas das minorias étnicas da Espanha). 
Mas carregou consigo a alcunha que recebeu enquanto jogador dos blaugranas: "O Divino  (El Diví em catalão, El Divino em castelhano)". Também conhecido como "O Mago", foi campeão catalão nos três anos em que ficou no Barcelona, onde ganhou também duas Copas da Rei. Durante o período em que jogou na região natal, defendeu também a Seleção Catalã.

### Real Madrid
Na mesma época, transferiu-se por, segundo a lenda, 150 mil pesetas (o suficiente para contratar cinco times inteiros, na época) em 1930 para o Real Madrid, ainda em época em que a rivalidade futebolística com a Catalunha não era tão forte. Ainda assim, enfureceu a torcida do Barcelona ao fazer uma incrível defesa no final da decisão da então "Copa do Presidente", nome da Copa do Rei na curta existência da Segunda República Espanhola, contra seu ex-clube, mantendo o placar de 2 x 1 em favor dos merengues - era a segunda Copa nacional que ajudava os blancos a vencer, tendo conquistado também um bicampeonato espanhol em 1932 e 1933, os dois primeiros do Real  (cujo nome passara a ser apenas "Madrid" em 1931, com a República), que demoraria mais de vinte anos para conquistar outra vez o campeonato, com a chegada da lenda Alfredo di Stéfano.
Aquela decisão contra o Barcelona, tida como uma das maiores exibições de sua carreira, foi disputada em 21 de junho. No mês seguinte, eclodiria a Guerra Civil Espanhola. 
Suas convicções políticas durante o conflito até hoje não são claras: a divulgação de sua morte, ainda naquele ano, pelo lado republicano foi usada como propaganda a favor dos nacionalistas (partidários de Franco). Para provar que o arqueiro esta vivo, uma milícia republicana colocou-o na prisão Modelo, onde Zamora sobreviveu ao participar de exibições de futebol. 
Assim que solto, foi exilar-se brevemente na Argentina (cuja Embaixada na Espanha havia intercedido por sua libertação) e, depois, na França, onde atuou como jogador/treinador no Nice, onde teve a companhia de seu amigo e ex-colega de Barcelona, Seleção Espanhola e Madrid, Josep Samitier.

### Seleção Espanhola
Pela Seleção, já havia obtido a medalha de prata nas Olimpíadas de 1920, ano em que estreou pela Furia. Disputou 46 partidas pela seleção principal, uma carreira que teve seu ponto mais baixo em um jogo de 1931, quando sofreu sete gols dos violentos ingleses na lama de Highbury; desconsolado, sentou-se no gramado e chorou.
Três anos depois, Florença assistiria a uma de suas melhores exibições pela Espanha, na Copa do Mundo de 1934, em que Zamora segurou o empate de 1 x 1 do tempo normal na prorrogação das quartas-de-final, contra os anfitriões italianos, mesmo após sofrer uma forte cotovelada no rosto do adversário Angelo Schiavio em um escanteio, no lance que originou o gol italiano (que empatou o jogo).
Mesmo não tendo demonstrado nenhum sinal de contusão no lance faltoso, surpreendentemente foi deixado de fora da partida-desempate, no dia seguinte, em que a Itália venceu por 1 x 0.  Em uma Copa iniciada já em mata-matas, o desempate era apenas o terceiro jogo dos espanhóis - no primeiro, eliminaram o Brasil por 3 x 1, em que Zamora chegou a defender um pênalti de Waldemar de Brito apenas seis minutos após Leônidas da Silva ter diminuído aos 11 minutos do segundo tempo a contagem (a Espanha já havia marcado os três gols), esfriando a reação brasileira.  Suas duas exibições no torneio foram suficientes para fazer dele o escolhido como melhor goleiro da Copa. 
Participou ainda em dezembro de 1938, ainda em meio à Guerra Civil, de um jogo beneficente em favor dos nacionalistas entre a Seleção Espanhola e o time da Real Sociedad.

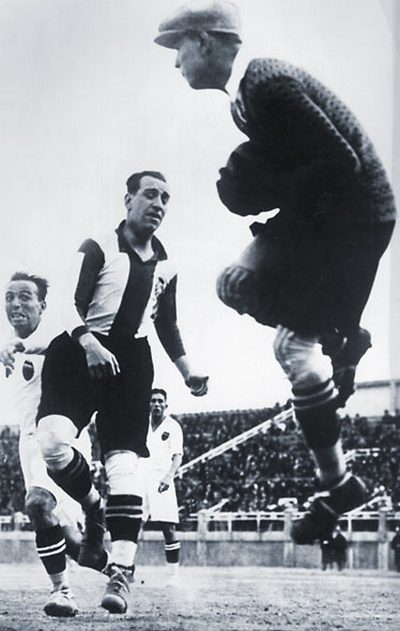
Pelo Espanyol, o time do coração

## Carreira de treinador
Em 1939, um ano após aposentar-se, iniciou a carreira de treinador, chegando a ser técnico da Espanha em 1952. Treinou em duas passagens o Español (onde, como jogador, ganhara a Copa do Rei de 1929 e os campeonatos catalães daquele ano e do de 1918), no final dos anos 50. 
Mas seus títulos na nova função foram ganhos no Atlético Aviación (o atual Atlético de Madrid), comandando os rojiblancos em um bicampeonato da Liga Espanhola de 1940 e 1941, também os dois primeiros títulos espanhóis do outro grande da capital espanhola.

## Troféu Zamora
O ex-goleiro que fizera a alegria de quatro torcidas rivais da Espanha morreria em 1978. Criado em 1959 pelo jornal Marca, o Troféu Zamora, entregue até hoje, é dado ao melhor goleiro do ano em atividade no futebol do país. 
A premiação também foi atribuída aos goleiros menos vazados nos campeonatos espanhóis antes de 1959, de forma que Zamora levou também o prêmio que leva seu nome duas vezes, justamente pelas edições 1932 e 1933, em que o então Madrid foi campeão com ele levando apenas 15 gols em 17 partidas na primeira e 15 em 17 na segunda (média inferior a um gol por jogo em ambas).

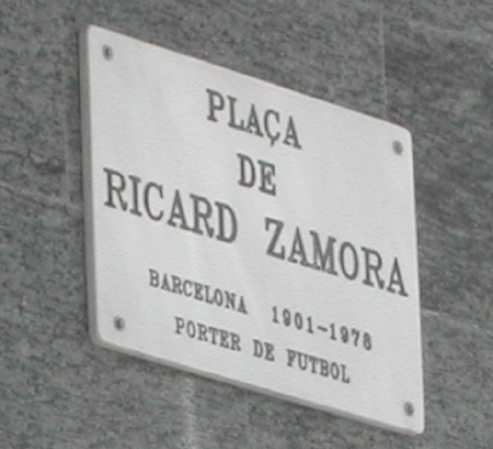
Placa colocada na praça que leva o nome (na versão catalã) de Zamora, em Barcelona

## Títulos

### Como jogador
Espanyol
- Copa del Rey: 1928–29
- Campeonato Catalão: 1917–18, 1928–29

Barcelona
- Copa del Rey: 1920, 1922
- Campeonato Catalão: 1919–20, 1920–21, 1921–22

Real Madrid
- La Liga: 1931–32, 1932–33
- Copa del Rey: 1934, 1936

Catalunha
- Copa Príncipe de Asturias: 1922, 1924, 1926

Espanha
- Medalha de Prata nos Jogos Olímpicos: 1920

### Como treinador
Atlético Aviación
- La Liga: 1939–40, 1940–41

### Prêmios individuais
- Melhor Goleiro da Copa do Mundo FIFA: 1934
- Equipe das Estrelas da Copa do Mundo FIFA: 1934
- IFFHS MEN’S ALL TIME SPAIN DREAM TEAM (Time B)[7]